# Comuna de Białobrzegi
Białobrzegi (polaco: Gmina Białobrzegi) é uma gminy (comuna) na Polónia, na voivodia de Subcarpácia e no condado de Łańcucki.
De acordo com os censos de 2004, a comuna tem 7992 habitantes, com uma densidade 142,4 hab/km².

## Área
Estende-se por uma área de 56,13 km², incluindo:
- área agricola: 73%
- área florestal: 14%

## Demografia
Dados de 30 de Junho 2004:
|                      | Total   | Total | Mulheres | Mulheres | Homens  | Homens |
| -------------------- | ------- | ----- | -------- | -------- | ------- | ------ |
|                      | pessoas | %     | pessoas  | %        | pessoas | %      |
| População            | 7992    | 100   | 4063     | 50,8     | 3929    | 49,2   |
| Densidade (pop./km²) | 142,4   | 100   | 72,4     | 72,4     | 70      | 70     |

De acordo com dados de 2002, o rendimento médio per capita ascendia a 1228,6 zł.

## Comunas vizinhas
- Czarna, Grodzisko Dolne, Łańcut, Przeworsk, Tryńcza, Żołynia